# An Evening in Rivendell
Albums de Tolkien Ensemble
A Night in Rivendell
(2000)
An Evening in Rivendell sous-titré Selected Songs and Poems from The Lord of the Ring est le premier album studio de l'ensemble danois de musique classique Tolkien Ensemble.

## Pistes
L'album compte douze pistes, pour une durée totale de 67 minutes.
| No  | Titre                                                      | Auteur                     | Durée |
| --- | ---------------------------------------------------------- | -------------------------- | ----- |
| 1.  | Verse of the Rings                                         | Caspar Reiff               | 4:06  |
| 2.  | The Old Walking Song                                       | Caspar Reiff               | 4:58  |
| 3.  | Tom Bombadil's Song, Hey dol! Merry dol!                   | Peter Hall                 | 5:40  |
| 4.  | There is an inn, a merry old inn...                        | Caspar Reiff et Peter Hall | 4:58  |
| 5.  | Song of Beren and Lúthien                                  | Caspar Reiff               | 7:59  |
| 6.  | Galadriel's Song of Eldamar, I sang of leaves              | Caspar Reiff               | 6:23  |
| 7.  | Elven Hymn to Elbereth Gilthoniel, Snow-white! Snow-white! | Caspar Reiff               | 5:31  |
| 8.  | The Ent and the Ent-wife                                   | Caspar Reiff               | 7:45  |
| 9.  | Sam's Rhyme of the Troll                                   | Peter Hall                 | 5:19  |
| 10. | Galadriel's Song of Eldamar, Ai! Laurië lantar...          | Caspar Reiff               | 6:10  |
| 11. | Sam's Song in the Orc-tower                                | Caspar Reiff et Peter Hall | 5:20  |
| 12. | The Old Walking Song, The Road...,Reprise                  | Caspar Reiff               | 2:41  |